# Dansa barroca

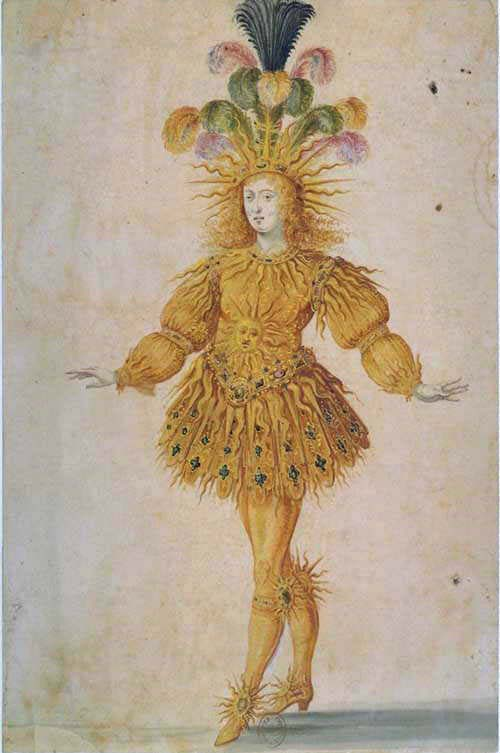
El Rei Sol al Ballet de la Nuit (1653)

Dansa barroca és com se sol anomenar actualment la dansa cortesana, primer francesa i després a tot Europa, dels segles xvii i xviii, per estar en forta connexió amb la música barroca. A l'època es coneixia com a Belle Danse. Inclou balls de saló cortesans com la courante, el minuet, la gavota, la sarabanda, la giga, la forlana, el louré, el passepied o el rigaudon. És a l'origen del ballet o dansa clàssica.
Està fortament lligada a l'Acadèmia Reial de Dansa francesa de París fundada per Lluís XIV en 1661, per a millorar la tècnica de dansa dels nobles pels balls que ell oferia a la cort. Ell mateix, des de ben petit, dedicava diverses hores diàries a entrenar-se a la dansa i va adquirir el nom de "Rei Sol" en actuar al Ballet de la Nuit (1653) als quinze anys. La filosofia de l'acadèmia de dansa estava en consonància amb l'Acadèmia Francesa de Richelieu, en el sentit de voler controlar políticament el coneixement per mitjà de l'escriptura i el control de l'accés a allò recollit per escrit. D'altra banda, dotava a la cort, per mitjà de la dansa, dels valors classicistes del rei i de l'època: simetria, ordre, equilibri, claredat i harmonia en tots els elements, també aplicats a l'arquitectura, per exemple, com al castell de Versailles, on s'instal·là la cort en 1682. Els acadèmics (com Louis Pécour, Pierre Beauchamp, Raoul-Auger Feuillet o Charles Compan) van tenir la comanda d'escriure la Chorégraphie i reculls de danses.
La dansa barroca va tornar a néixer, amb música barroca o contemporània, en espectacles amb posades en escena innovadores, a partir dels anys 70 del segle xx, especialment a partir de les investigacions de la ballarina i coreògrafa Regine Astoer als Estats Units i de Francine Lancelot a Europa (França), i després també en altres països de tots els continents. De entre els coreògrafs de dansa barroca actuals hi destaca Anna Romaní.

## Predecessora de la dansa clàssica

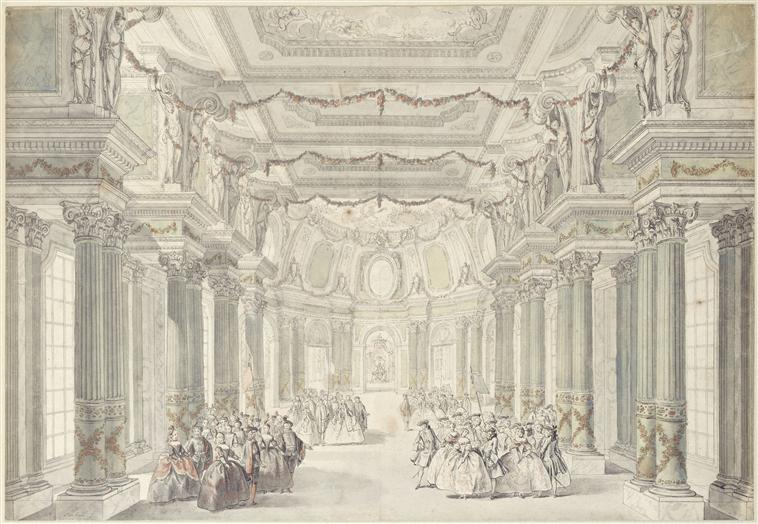
Una comèdia-ballet en 1745

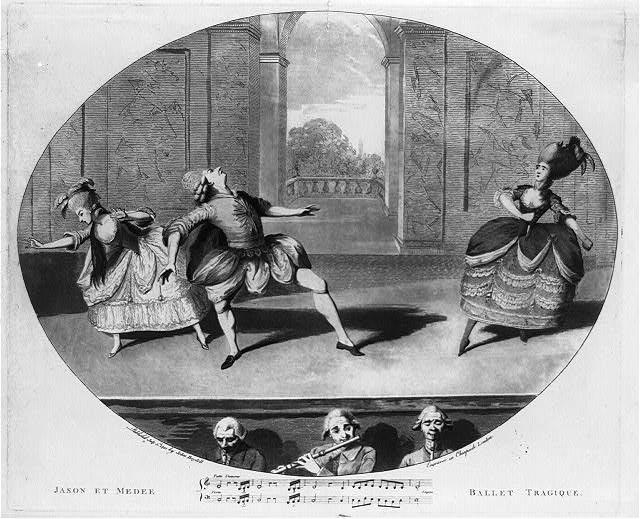
Un ballet-pantomima de l'any 1767

A partir de 1669, Jean-Baptiste Lully, ballarí i compositor, crea la tragèdia-ballet, un gènere teatral al qual es canta la grandesa del rei, i la comèdia-ballet, una mena de dansa-teatre que compon amb el dramaturg Molière per a divertir al rei i la cort. A les comèdies-ballet, l'actuació sense ballar, la dansa i el cant s'alternen i són interpretats per les mateixes persones. En obres teatrals per exemple de Molière hi ha intermedis ballats que es corresponen a moments de clímax especials, com per exemple somnis. Cap a 1680 els ballets de la cort desapareixen i el rei deixa de ballar. A partir de llavors, aquestes danses no naturalistes i teatralitzades comencen a ser ballades exclusivament per ballarins, que es van professionalitzant progressivament i acaben fent gires per tot Europa. D'altra banda, a partir de 1682 els nobles arribats al palau de Versailles organitzen grans balls socials, danses d'elit per a justificar la seva presència en un entorn que gira entorn del rei i només d'ell.
A partir de 1725, ja a l'època de Lluís XV, les danses cortesanes són lúdiques i més sencilles. En contrast, en aquesta època a escena apareixen les òperes-ballet, com per exemple Indes galantes, grans espectacles molt refinats, sumptuosos en posada en escena i als quals els ballarins tenen el protagonisme. A poc a poc la dansa es torna autònoma apareixent el ballet-pantomima, al qual ja no hi ha cant i del que Jean-Georges Noverre en parla a Lettres sur la danse en 1760. Amb la revolució popular de 1789, les mentalitats i els valors canvien, es critica la vida cortesana i la república substitueix a la monarquia; aquesta nova manera d'entendre el món i el cos es tradueix en una evolució de la moda i els moviments de la dansa escènica, a la qual el passos es fan cada vegada més grans i els salts més alts. La Belle Dance a la cort com a tal desapareix i el que queda d'ella als teatres acaba fonent-se dintre del que a poc a poc acabarà sent la dansa clàssica.
La Belle Danse va desaparèixer totalment però en van quedar els llibres. Als anys seixanta del segle XX alguns ballarins-investigadors de danses antigues i del renaixement van començar a estudiar-los per a recuperar i desenvolupar el que ells han anomenat dansa barroca.

## Estètica

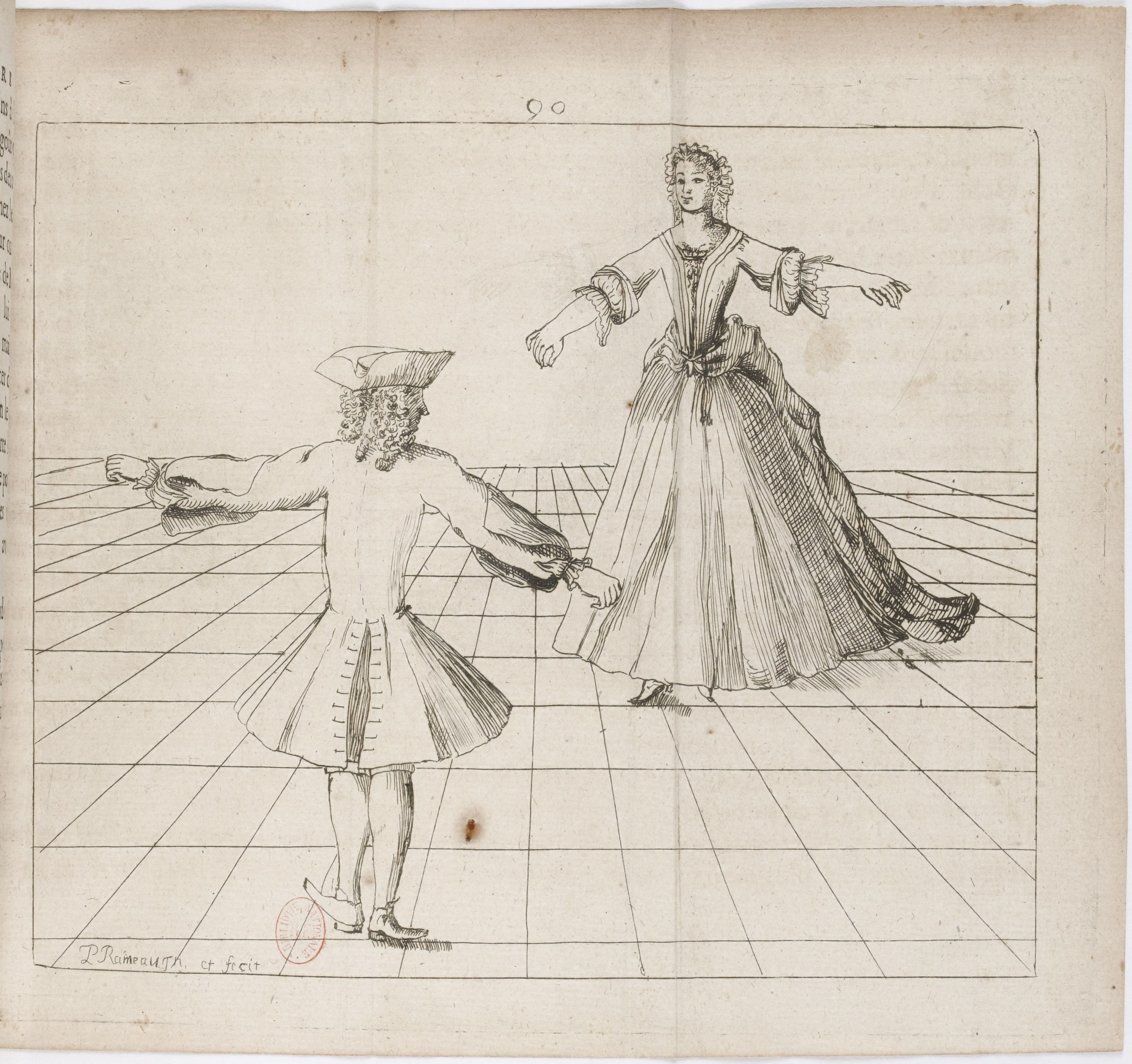
Dansa barroca al 1725

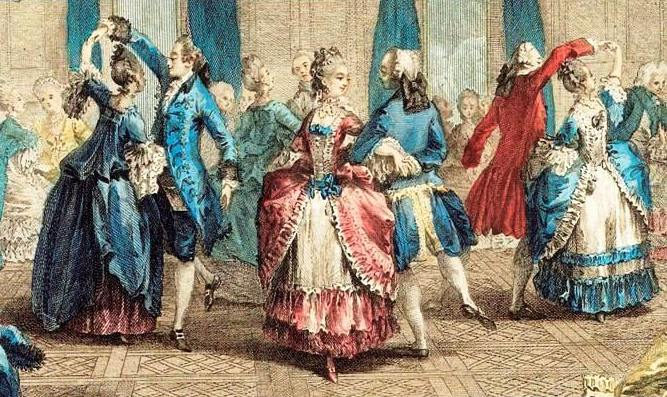
Dansa barroca al 1774

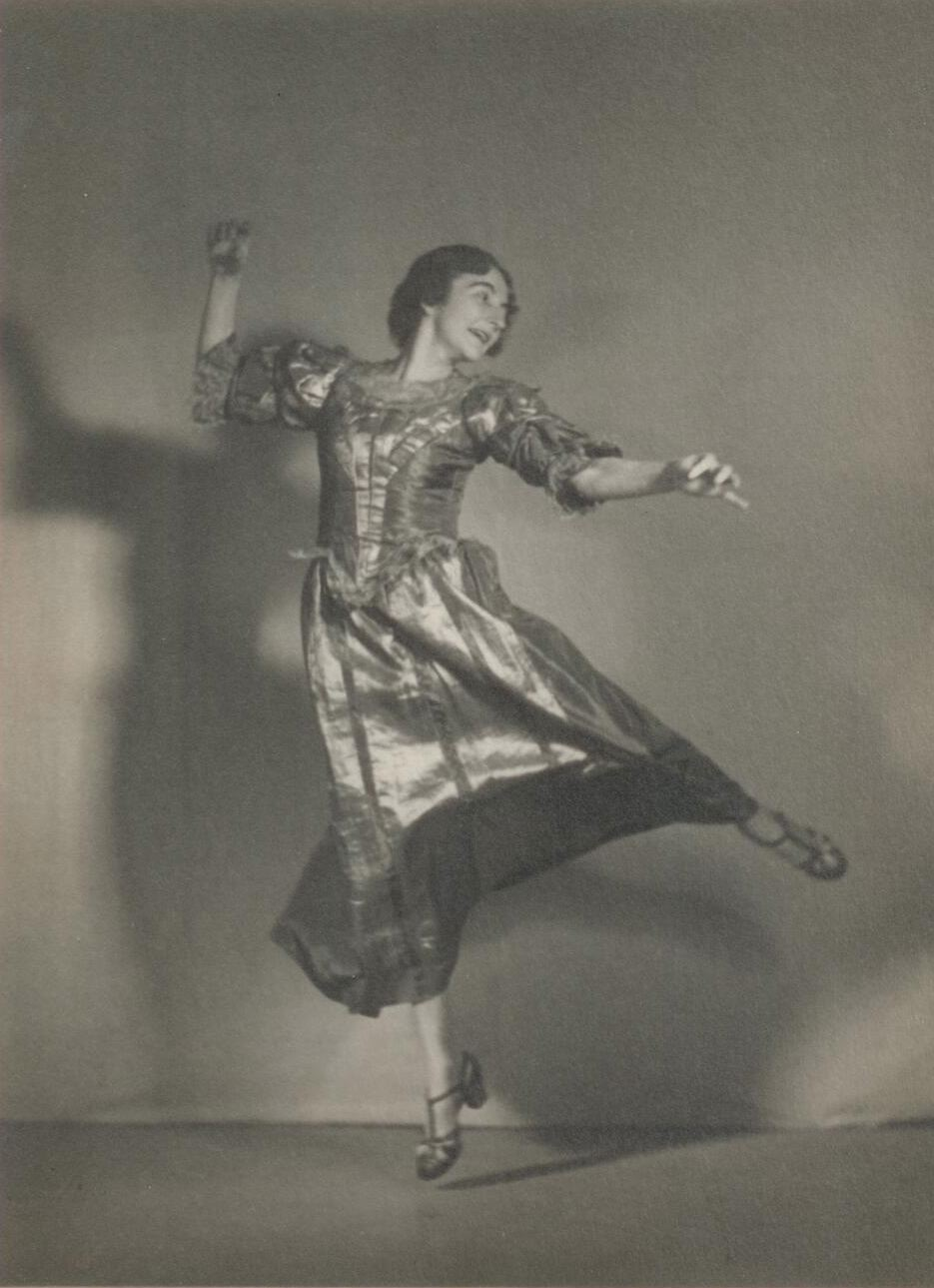
Dansa barroca reconstruïda al segle XX a partir de la Chorégraphie

La dansa barroca no és gens naturalista i a més, actualment, fora de context i amb altre vestuari, esdevé més abstracta que als segles xvii i xviii, quan tenia un fort component social i polític. A la Belle Dance de Louis XIV, els nobles havien de ballar disposats simètricament sempre entorn d'un punt central, que era on se situava el rei. Ara això sovint no es segueix. També destaca que està feta per a ser ballada a grans espais i la forta codificació en dependència absoluta amb els temps de la música.
Els cossos dels ballarins no eren diferents dels actors i de fet usen un mateix vocabulari pel gest. El llenguatge és molt artificial però encara és el mateix a tots els intèrprets d'arts escèniques (ballarins, actors, músics, cantants), cosa que fa que es passi de la dansa a la no-dansa harmònica i naturalment en certa manera. El mateix passa amb la declamació parlada i el cant, tot i que a poc a poc s'aniran separant fins a estar-ne molt allunyades.
Es basa en gestos retòrics per a recolzar sobretot emocionalment les paraules d'un text. Els braços es mouen de manera molt ornamental. Els moviments del cos solen ser de petita amplitud, ja que estan pensats per a ser duts a terme amb grans robatges, que els engrandeixen. La mitja punta dels peus, al contrari que a la dansa clàssica, és poc elevada, i la posició "oberta" de peus i cames és de 90° en comptes dels 180° ideals al clàssic. Els desplaçaments són sempre de front o d'esquena, mai de costat.